# Embryopathie
Embryopathie (von griechisch ἔμβρυον, émbryon – die ungeborene Leibesfrucht, im Inneren Keimen und πάθος, páthos – Leiden(schaft), die Sucht, das Pathos, die Krankheit) ist ein Sammelbegriff für angeborene Erkrankungen oder Fehlbildungen, die durch unterschiedliche Störungen in der Entwicklung der frühen Leibesfrucht bis zur 8. Woche nach der Befruchtung (10. SSW) (Embryonalentwicklung) verursacht wird. Da während dieser empfindlichen Phase der Entwicklung die Organe entstehen, führen schädigende Einflüsse je nach Ursache und Ausprägungsgrad zu einer Fehlgeburt oder zu unterschiedlichen Fehlbildungen. Eine Schädigung nach dieser Zeit nennt sich Fetopathie.

## Ursachen
Mögliche Ursachen von Embryopathien können in vier große Gruppen eingeteilt werden:
1. Zu den bekanntesten Ursachen von Embryopathien gehören Infektionserkrankungen während der Frühschwangerschaft. Hierzu gehören die Röteln, Ringelröteln, Windpocken, Listeriose, Toxoplasmose und Zytomegalie. Auch Embryopathien durch Herpes simplex und Epstein-Barr-Virus-Infektionen sind beschrieben, aber sehr selten.
2. Eine weitere große Gruppe von Auslösern von Embryopathien sind Medikamente (s. Contergan-Skandal, Warfarin-Embryopathie, Fetales Valproat-Syndrom, Dihydantoin-Embryopathie), Trimethadion-Embryopathie,  Chemikalien (Bleikinder) und Genussmittel (Fetales Alkoholsyndrom).
3. Auch mütterliche Faktoren wie das Alter, Gewicht, Ernährung, eigene Erkrankungen wie Diabetes mellitus, Schilddrüsenfunktionsstörungen, Phenylketonurie oder Herzfehler erhöhen das Risiko für Embryopathien.
4. Schließlich kann auch Ionisierende Strahlung (Röntgenstrahlung, Höhenstrahlung, Strahlung von radioaktiven Stoffen) – neben dem genetischen Risiko der Schädigung der Erbinformation in den Keimdrüsen – den sich entwickelnden Organismus schädigen und zu Fehlbildungen führen.

Natürlich gibt es daneben immer wieder Kinder mit angeborenen Fehlbildungen, bei denen die ursächlich verantwortliche Schädigung in der Frühschwangerschaft nicht identifiziert werden kann.

## Symptome
Bei der Rötelnembryopathie sind insbesondere das Herz mit Herzfehlern, die Augen mit angeborenem grauen Star, also einer Trübung der Linse des Auges und einem zu kleinen Augapfel sowie die Hörbahn im Gehirn mit Taubheit betroffen. Die Kinder sind häufig untergewichtig, in ihrer kognitiven Entwicklung verzögert und haben einen vergleichsweise kleinen Kopfumfang (Mikrocephalie).
Eine diabetische Embryopathie kann ebenfalls mit gehäuften Herzfehlern, aber auch angeborenen Fehlbildungen der Nieren und ableitenden Harnwegen sowie des Skeletts einhergehen. Eine strenge Stoffwechseleinstellung bei geplanter Schwangerschaft reduziert das Fehlbildungsrisiko auf das Niveau stoffwechselgesunder Frauen.
Die Alkoholembryopathie (Synonym Fetales Alkoholsyndrom) äußert sich neben diskreten Veränderungen des äußeren Erscheinungsbilds (schmales Lippenrot, fehlendes oder abgeflachtes Philtrum / Grübchen in der Oberlippe, nach außen abfallende Lidachsen, Mikrocephalie u. a.) am schwerwiegendsten in einer Verzögerung der kognitiven Entwicklung. In 40 % der Fälle kann auch hier ein Herzfehler auftreten.
Bei der Thalidomid-Embryopathie durch das Beruhigungsmittel Thalidomid ist besonders gut untersucht, zu welchem Zeitpunkt der Einwirkung des Medikaments welche Schädigung verursacht wird: zwischen dem 34. und 38. Tag nach der letzten Regelblutung kommt es zu einem Fehlen der Ohrmuschel und zu einer Lähmung des Gesichtsnervs (Fazialisparese), zwischen dem 40. und 44. Tag treten Arm-, zwischen dem 43. und 46. Tag Bein- und zwischen dem 48. und 50. Tag Daumenfehlbildungen und eine Verengung des Enddarms auf.

## Sozialmedizinischer Aspekt
Als embryopathische Indikation wird der für einen Schwangerschaftsabbruch wegen einer Schädigung des Ungeborenen benötigte Nachweis bezeichnet, der Angaben über die beim Kind vorliegende Behinderung, Fehlbildung oder Erkrankung beinhaltet, die als Grund für die Abtreibung geltend gemacht werden können. Eine embryopathische Indikation wird vom behandelnden Arzt (aus)gestellt.